# Felice Minotti
Felice Minotti (* 19. November 1887 in Mailand; † 21. März 1963 in Turin) war ein italienischer Schauspieler.

## Leben
Minotti stand schon im Alter von dreizehn Jahren als Mitglied einer Laienspielgruppe regelmäßig auf der Bühne; zur Profession wurde die Tätigkeit mit dem mehrjährigen Engagement eines Varietétheaters, mit dem er Tourneen durch Italien und Zentraleuropa unternahm. Bereits 1908 drehte er seinen ersten Film, als er in Edoardo Bencivengas experimentellem L'uomo dalla testa dura eine Rolle innehatte. Drei Jahre später begann seine bis zu seinem Tode nahezu ununterbrochene Filmografie; er war neben Burleskkomiker Monthus in dessen Farcen zu sehen. Drei Jahre später spielte Minotti in Turin für „Savoia Films“ in den verfilmten Sketchen um die von Emilio Vardannes verkörperte „Bonifacio“-Figur. Danach wurde er von der Itala Film verpflichtet, sodass er für einige der wichtigsten italienischen Filme der Stummfilmzeit bis 1920 engagiert wurde – Cabiria, L’emigrante, Maciste alpino und L’altra onestà neben anderen.
Nach einiger Zeit der Rückkehr auf die Theaterbühne, wo er als Ensemblemitglied der Truppe um Riccardo und Umberto Vitaliani in I figli di nessuno seinen größten (und einzigen persönlichen) Erfolg feiern konnte, wurde er für die wieder aufgenommene Filmreihe um den muskelbewehrten Maciste als „Pietro Micca“ verpflichtet. Nach dem Kriege spielte Minotti zahlreiche Charakterrollen und scheute dabei auch vor kleinsten Auftritten nicht zurück, was das Erstellen einer kompletten Filmografie erschwert.
Für seine Tätigkeiten als Produktionsinspektor nach dem Zweiten Weltkrieg benutzte er eine Zeit lang das Pseudonym F.M. Costa. 1936 hatte er mit Renzo Chiosso als Regisseur den Film Conquistatori d´anime über die salesianischen Missionare gedreht.
Minotti war seit 1907 mit Luigia Corizza verheiratet.

## Filmografie (Auswahl)
- 1908: L´uomo dalla testa dura
- 1913: Die außergewöhnlichen Abenteuer des Saturnino Farandola (Le avventure straordinarissime di Saturnino Farandola)
- 1935: Don Bosco
- 1938: Zwischen Leben und Tod (Luciano Serra pilota)
- 1949: Buffalo Bill a Roma
- 1963: Il ribelle di Castelmonte